# Người cá Feejee

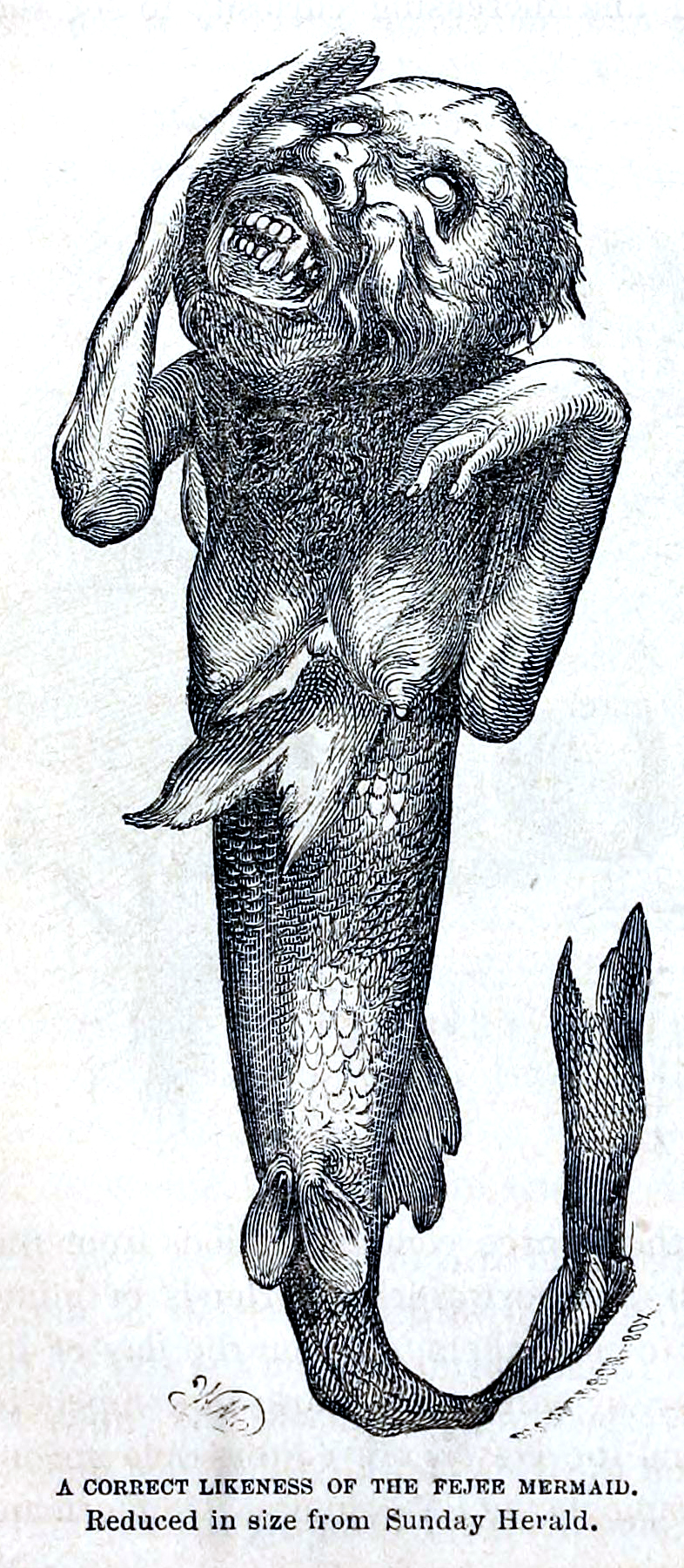
Người cá Fiji

Người cá Fiji hay còn gọi là nàng tiên cá Feejee là một sinh vật kỳ bí có nguồn gốc từ quần đảo Fiji ở Nam Thái Bình Dương, Được ra mắt công chúng lần đầu tiên vào năm 1842 tại New York, Mỹ. Sau khi trưng bày mẫu vật FeeJee như một phép nhiệm màu trước con mắt tò mò của những người được chứng kiến. Người cá Fiji rất nổi tiếng vào thế kỷ XIX. FeeJee còn được gọi là Cá khỉ bởi xác ướp kỳ quái này có thân trên là của khỉ, nửa mình dưới là của cá. Sự tồn tại của sinh vật này được tranh cãi rất nhiều.

## Mô tả

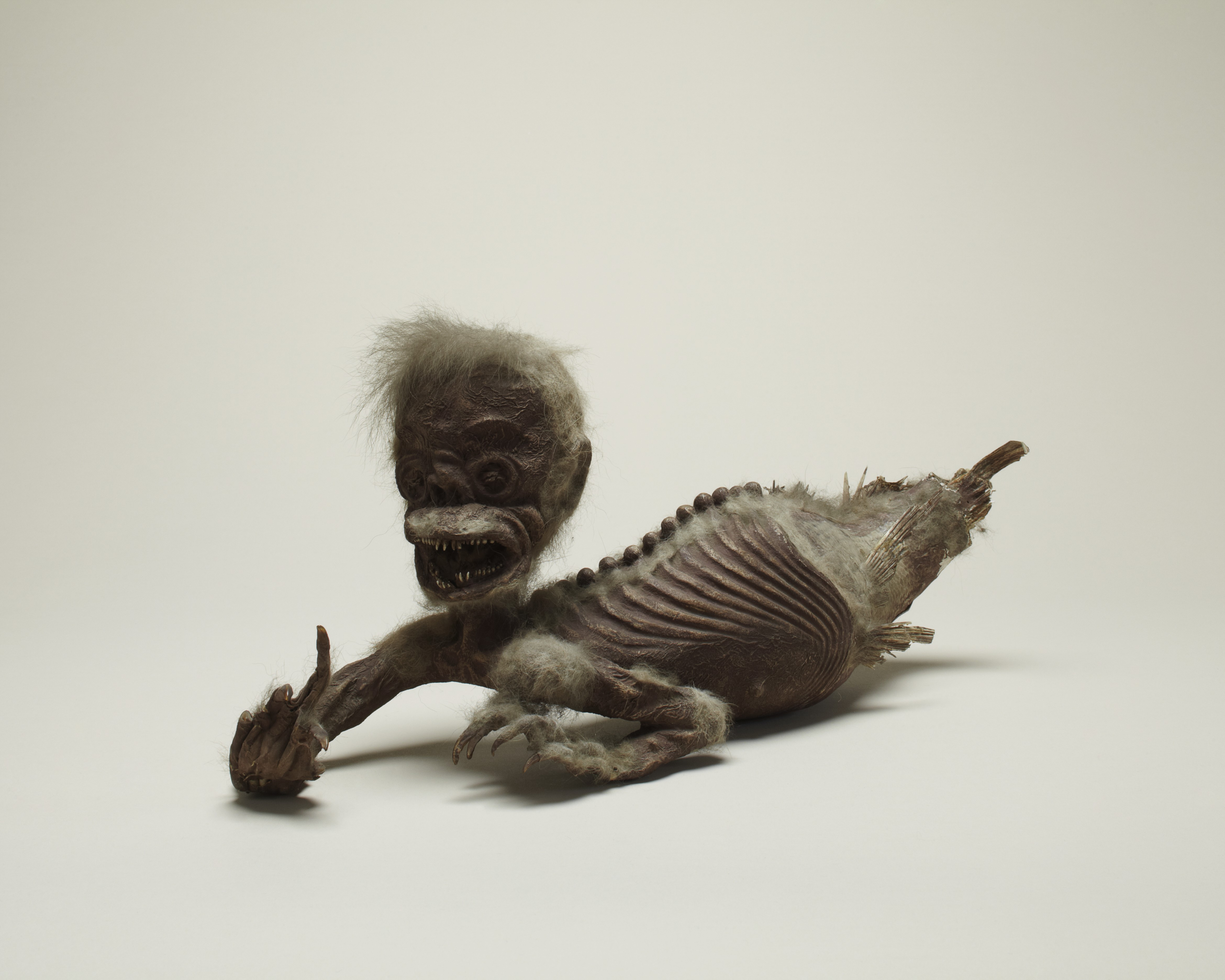
Phục dựng về người cá

Được công chúng biết đến với khám phá vào năm 1840. Không phải là một mỹ nhân ngư xinh đẹp như được mô tả trong các câu chuyện cổ tích, Feejee có một cái đầu gớm ghiếc, phần thân là của một con khỉ cùng với chiếc đuôi cá, nó là một sinh vật có thân trên dạng khỉ hoặc chó và phần thân dưới là dạng cá. Nó là một sinh vật quằn quại với khuôn mặt gớm ghiếc và hình dáng kỳ lạ với chiều dài chỉ vỏn vẹn 525 mm, chiều cao 210 mm và bề ngang 212 mm. Xác ướp này có 60% là xương người ở nửa trên và 40% nửa dưới là xương cá

## Trưng bày
Người cá Fiji nguyên bản được doanh nhân quảng cáo và triển lãm người Mỹ Phineas Taylor Barnum triển lãm năm 1842 tại nhà bảo tàng Barnums American Museum tại thành phố New York. Sinh vật kỳ bí và kinh khiếp này thu hút sự chú ý của nhiều khách tham quan nhà bảo tàng. Về sau, nhiều người cá Fiji khác cũng được triển lãm trên khắp nước Mỹ. Trong một thời gian dài, nó được trưng bày tại bảo tàng Barnum như minh chứng vững vàng nhất khẳng định Nàng tiên cá là có thật, khiến người ta có cơ sở để tin tưởng hơn vào sự tồn tại của người cá. Bản sao mô hình người cá FeeJee xuất hiện ở khá nhiều nơi, nhưng bản gốc đã bị thiêu rụi hoàn toàn trong vụ hỏa hoạn xảy ra tại bản tàng Barnum vào đầu những năm 1860. Hiện Bảo tàng Khảo cổ học và Dân tộc học Peabody của Đại học Harvard vẫn còn lưu giữ một phiên bản của FeeJee. 

## Câu chuyện

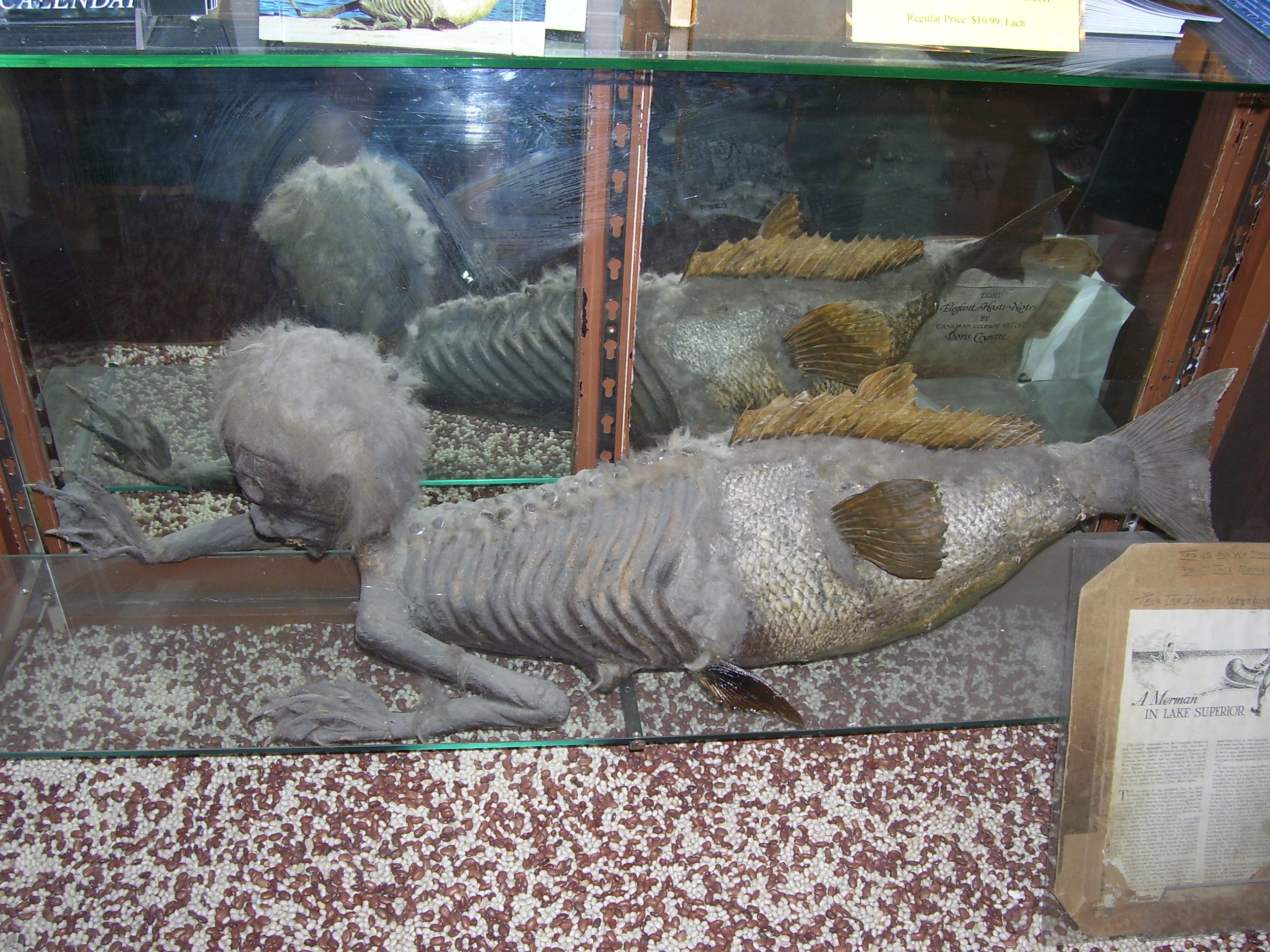
Trưng bày mẫu vật

Câu chuyện về người cá Fiji ở Mỹ bắt đầu rộ lên cùng với sự xuất hiện của một người Anh tên là J. Griffin ở thành phố New York vào giữa tháng 7 năm 1842. Griffin tuyên bố: Người cá mà ông mang theo bắt được gần quần đảo Fiji ở nam Thái Bình Dương, bảo đảm đây là người cá có thật 100% do một ngư dân người Nhật bắt được. Thông tin về Griffin và sinh vật kỳ dị nhanh chóng lan đến các tòa báo, giới phóng viên đổ xô đến khách sạn nơi J. Griffin lưu trú để được tận mắt chứng kiến người cá. Khi được Griffin cho xem người cá Fiji, các phóng viên tin ngay đó là sinh vật thật. P.T. Barnum đến thăm toà soạn các tờ báo lớn ở New York, tiết lộ ông đang cố gắng thuyết phục Griffin đưa người cá Fiji vào triển lãm tại nhà bảo tàng của ông.
Sau đó, các tờ báo cũng quyết định in mộc bản người cá. Barnum thì phân phát 10.000 tờ rơi mô tả về người cá ở New York, từ đó, người cá Fiji của Griffin trở thành đề tài nóng nhất trong thành phố và cuối cùng Griffin đồng ý cho triển lãm người cá tại Concert Hall nằm trên đại lộ Broadway của New York. P.T. Barnum P.T. Barnum Cuộc triển lãm kéo dài một tuần thu hút đông đảo khách tham quan, Griffin quyết định mở một cuộc triển lãm khác với thời gian dài hơn trong thành phố. Địa điểm được chọn lần này là Barnums American Museum và thời gian triển lãm là 1 tháng. Ngoài tổ chức triển lãm, Griffin còn có những buổi diễn thuyết trước những khách tham quan người cá Fiji. Đối với khách tham quan, sinh vật của Griffin không hề xinh đẹp mà thậm chí trông hết sức gớm ghiếc với nửa thân trên giống khỉ và nửa thân dưới giống cá.
Tờ báo Anh Mirror lần đầu tiên đăng tin về Người cá Fiji. Sau cái chết của thuyền trưởng Eades, con trai ông nắm quyền sở hữu người cá và bán nó lại cho Moses Kimball, quản lý Nhà bảo tàng Boston của Mỹ, vào năm 1842. Sau đó, Kimball mang người cá Fiji về thành phố New York và giới thiệu sinh vật này với P.T. Barnum. Trước khi triển lãm người cá, Barnum và Kimball mang người cá đến một chuyên gia tự nhiên học để đánh giá. Sau khi xem xét răng và vây sinh vật, nhà tự nhiên học không tin vào sự tồn tại của người cá cũng như không biết chính xác nó được tạo ra như thế nào cho nên không đồng ý xác nhận. Barnum tin sinh vật này sẽ thu hút đông đảo công chúng đến nhà bảo tàng của ông nên thuê lại nó từ Kimball với giá 12,50 USD/tuần.
Tiếp theo đó, Barnum gửi thư nặc danh đến các tờ báo lớn ở New York, trong đó bình luận về thời tiết đồng thời nói về một người cá thuộc sở hữu của một người Anh tên là “J. Griffin”. Griffin đặt phòng trong một khách sạn ở thành phố Philadelphia. Sau vài ngày lưu trú, Griffin cho chủ khách sạn xem qua người cá Fiji. Từ đó, tin tức về người cá Fiji bắt đầu lan ra ngoài thu hút sự tò mò của công chúng. Theo kế hoạch, Griffin đến New York để triển lãm người cá tại Concert Hall. Sau cuộc triển lãm ở Barnums American Museum, người cá Fiji bắt đầu lên đường đến với công chúng ở nhiều thành phố khác trên đất Mỹ. Năm 1859, người cá Fiji lên đường đến London và khi quay về Mỹ, nó được triển lãm tiếp tục trong Nhà bảo tàng Boston của Kimball. 

## Ý kiến

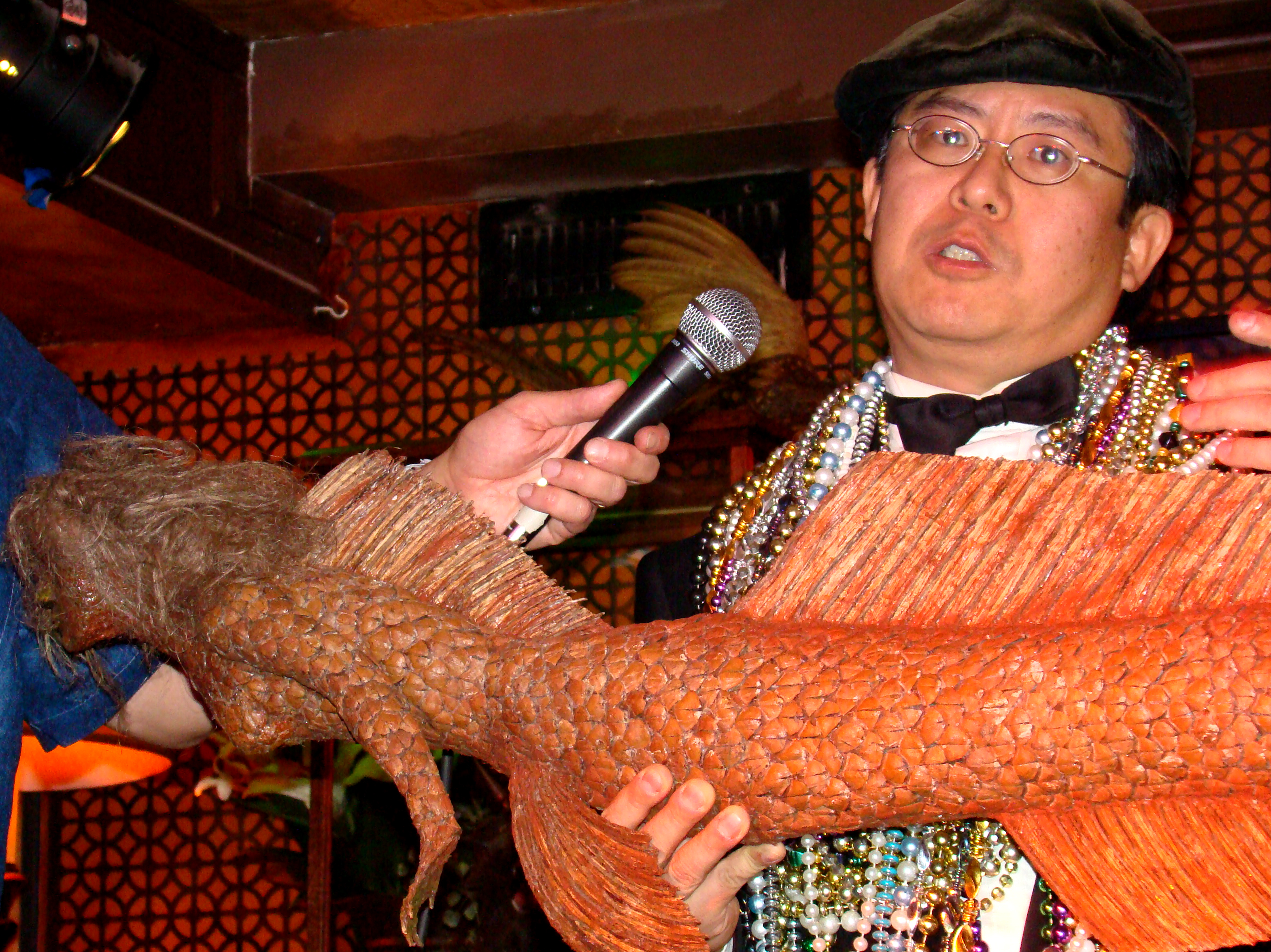
Ý kiến đánh giá của một người Nhật

FeeJee là một hiện tượng khiến các nhà khoa học thời đó đau đầu vì không thể lý giải nổi được sự tồn tại của sinh vật kỳ quái này. Người ta bắt đầu nghĩ rằng giống như việc loài người tiến hóa từ vượn người, thì người cá có nguồn gốc từ loài cá khỉ. FeeJee là tổ tiên cuối cùng của người cá, chúng bị tuyệt chủng do thay đổi khí hậu và sự biến đổi của bề mặt trái đất. Nhiều ý kiến chỉ ra đây là một sự giả tạo. Nó được làm nên từ hai con vật khâu lại với nhau một cách tỉ mỉ nhằm kiếm tiền từ sự tò mò của công chúng. Người ta còn cho rằng người cá Fiji là sản phẩm của ngư dân Nhật Bản những người có nghệ thuật truyền thống tạo ra những sinh vật kỳ lạ. Tiến sĩ Griffin tên thật là Levi Lyman, một trong những cấp dưới của Barnum.
Câu chuyện là thuyền trưởng người Mỹ Samuel Barrett Eades mua “người cá” từ các thủy thủ Nhật Bản vào năm 1822 với giá 6.000 USD. Thông qua Eades, sinh vật này được triển lãm ở thủ đô London nước Anh trong cùng năm. Người ta tin rằng người cá bị phá hủy trong một trận hỏa hoạn ở nhà bảo tàng Barnum năm 1865. Cũng có người tin rằng người cá Fiji còn sống sót và được đưa đến Nhà bảo tàng Khảo cổ và Dân tộc học Peabody của Đại học Harvard. Tuy nhiên, không ai biết được sinh vật ở nhà bảo tàng này có đúng thật là Người cá Fiji nguyên bản của Barnum hay không.
Năm 2011, một nhóm nghiên cứu đưa ra một kết luận khẳng định FeeJee thực chất chỉ là một trò lừa bịp. Đó là một sản phẩm cấy ghép tinh vi giữa mình khỉ và đuôi cá. Nhóm nghiên cứu đã sử dụng công nghệ tiên tiến đề điều tra kỹ lưỡng cấu tạo của loài cá khỉ này. Chụp X-quang mẫu xác ướp cá khỉ tại viện Bảo tàng Horniman. Xác ướp cá khỉ thực chất được làm từ giấy, lá cây, dây sắt, đất sét, các mẩu xương cá và chân gà. Không có một dấu vết nào liên quan tới khỉ. Ban đầu FeeJee chỉ được tạo ra như một vật may mắn cho ngư dân mỗi lần xa khơi nhưng không ngờ nó lại trở nên nổi tiếng, khiến nhiều người tin tưởng hơn vào sự tồn tại của người cá.